# (5270) Kakabadze
(5270) Kakabadze est un astéroïde de la ceinture principale.

## Description
(5270) Kakabadze est un astéroïde de la ceinture principale. Il fut découvert le 19 mai 1979 à La Silla par Richard M. West. Il présente une orbite caractérisée par un demi-grand axe de 2,57 UA, une excentricité de 0,14 et une inclinaison de 11,3° par rapport à l'écliptique.

## Compléments